# Budzanów
Budzanów (ukr. Буданів, Budaniw, ros. Буданов, Budanow) – wieś na Ukrainie, w rejonie czortkowskim obwodu tarnopolskiego, w hromadzie Białobożnica, leżąca nad rzeką Seret w czworoboku pomiędzy Czortkowem, Buczaczem, Trembowlą a Kopyczyńcami. Ludność: 1634 osoby (2005).

## Historia

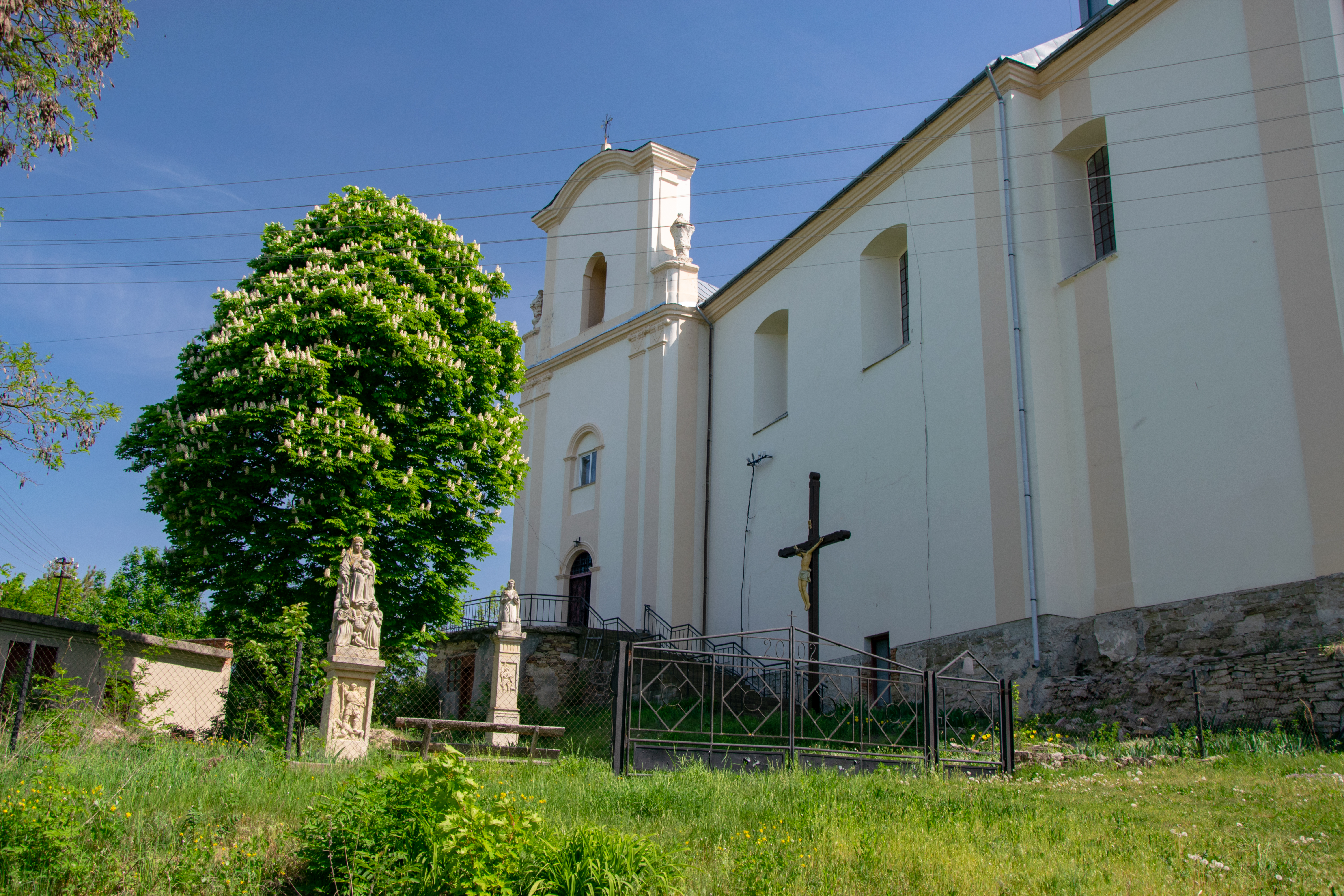
Кościół parafialny pw. św. Krzyża

W 1549 r. król Polski Zygmunt II August nadał miejscowości magdeburskie prawa miejskie. Miasto w województwie ruskim Rzeczypospolitej Polskiej założył Jakub Budzanowski.
W XIX w. posiadał prawa miejskie w powiecie czortkowskim, Austro-Węgier, zamieszkany przez 4661 osób (rzymscy katolicy 1100, greko-katolicy 1674, żydzi 1 887). Ważniejszymi obiektami były: klasztor, szpital, szkoła. Właścicielem większej posiadłości w drugiej połowie XIX w. był Władysław hr. Baworowski. Jego syn Jerzy był posłem austriackim.
W przygotowanym tuż przed I wojną światową „Ilustrowanym przewodniku po Galicyi (...)” jego autor, Mieczysław Orłowicz, pisał: Nad miastem, zbudowanem amfiteatralnie, dominuje kościół, klasztor i przylegająca do nich bezpośrednio ruina zamku z XVII w. Podawał również, że w tym czasie Budzanów, usytuowany ...w pięknem położeniu w jarze Seretu, liczył 5600 mieszkańców, w tym 1700 Polaków, 2200 Rusinów i 1700 Żydów.
W II Rzeczypospolitej Polskiej wieś w powiecie trembowelskim w województwie stanisławowskim.
W lutym 1940 NKWD zesłało na Syberię 10 rodzin polskich (33 osoby) i 1 żydowską. W latach 1941–1943 Niemcy wszystkich Żydów przy pomocy szowinistów ukraińskich wymordowali na miejscu lub zesłali do obozów zagłady. W latach 1941–1945 nacjonaliści ukraińscy z OUN-UPA zamordowali tutaj w różnych okolicznościach 25 Polaków i 1 Rosjanina.
W czasie okupacji niemieckiej mieszkający w Budzanowie Polacy - rodzina Kinaszów (Michał, Stanisława i Bożena), rodzina Witomskich (Maria oraz jej synowie Jan, Ignacy i Kazimierz) oraz Stanisław Zaranek - udzielali pomocy Żydom, za co po wojnie Instytut Jad Waszem uhonorował ich tytułami Sprawiedliwych wśród Narodów Świata.
Podczas okupacji przez Rzeszę Wielkoniemiecką pozbawiony praw miejskich i włączony do nowej wiejskiej gminy Budzanów.
Do 2020 roku część rejonu trembowelskiego, od 2020 – czortkowskiego.

## Zabytki
- zamek – pierwszy drewniany zamek na wzgórzu zbudował Jakub Budzanowski. Został on zniszczony podczas najazdów tatarskich[8]. Czworoboczne murowane założenie z czterema kolistymi bastejami w narożach zbudowano na początku XVII wieku na polecenie Jana oraz Marcina Chodorowskich[8]. Do zamku prowadziła brama przez budynek bramny w narożniku północno-zachodnim i furta od strony miasta. W 1631 r. zamek przeszedł w ręce Aleksandra Sieneńskiego, a potem w ręce rodziny Lewoczyńskich. Kozacy zdobyli i zniszczyli zamek podczas buntów w latach 1648 i 1651[8]. Przeprowadzona w 1661 r. lustracja stwierdza, że stropy i dach pogniły i opadły, ściany i baszty popękały w wielu miejscach, okna potłuczone, piece rozwalone, stajnia zrujnowana a most i ganki strzelnicze zgniły[8]. Obiekt odbudował Tomasz Łużecki. Ponownie zdobyły i częściowo zniszczyły zamek wojska osmańskie w latach 1672 i 1675. Prawie sto lat później bo w 1765 r. postanowiono odremontować stojące wieże[8]. Od 1817 r. na mocy darowizny był własnością proboszcza, dlatego skrzydło zachodnie przebudowano na kościół z prezbiterium w miejscu bastei od południa. Skrzydło południowe zamieniono na plebanię. W 1846 r. ksiądz Kulczycki w jednym ze skrzydeł zbudował budynek klasztoru sióstr Miłosierdzia ze szpitalem. Zamek został zniszczony w czasie I wojny światowej. W nocy z 21/22 marca 1944 roku bojówka banderowców, UPA zaatakowała Polaków, którzy schronili się w zamku. Atak odparto dzięki samoobronie, jednak zginęło 7 mieszkańców Budzanowa, Ukraińscy ludobójcy spalili 90 domów[9]. Po 1945 r. klasztor i kościół zamieniono na szpital usuwając zdobienia i wprowadzając betonowe stropy. Z zamku do dzisiaj zachowały się dwie basteje i wschodni odcinek murów.
- kościół parafialny pw. św. Krzyża z 1765 roku powstały poprzez przebudowę jednego ze skrzydeł zamku. Prezbiterium to dawna baszta zamkowa. Wnętrze nie zachowało się, poza czterema cennymi rzeźbami z 1760 roku dłuta Jana Jerzego Pinsla. Kościół zwrócono wiernym w latach 90 XX wieku.
- cerkiew św. Jerzego z końca XVIII wieku w stylu barokowym
- kamienice z przełomu XIX/XX wieku
- cmentarz żydowski
- w odległości 4 km na zachód od Budzanowa we wsi Wierzbowiec znajduje się kościół św. Stanisława z początku XX wieku (zdewastowany). W dniu 18/19 marca 1944 roku w wyniku napadu UPA zamordowano w niej 56 Polaków.

## Ludzie urodzeni w Budzanowie
- Maria Bojarska – polska filolog i pedagog,
- Bożena Kinasz-Mikołajczak – polska śpiewaczka operowa[10],
- Konstanty Markiewicz – polski lekarz chorób wewnętrznych, prof. n. med.[11],
- Soma Morgenstern – austriacki pisarz i dziennikarz żydowskiego pochodzenia,
- Jan Radziwoński – polski lekarz ch. wewn., okulista, pionier sztucznego wylęgu ryb w Polsce, kolekcjoner, filantrop, domowy lekarz rodziny Potockich w Krzeszowicach[12].
- Lee Strasberg – amerykański reżyser i aktor żydowskiego pochodzenia.